# Fred Alexander Barkley
Fred Alexander Barkley (1908 – 1989) è stato un botanico statunitense.

## Biografia
Barkley studiò presso l'Università dell'Oklahoma e conseguì il dottorato di ricerca presso la Università di Washington a St. Louis nel 1937.
Dal 1931 al 1932 fu Ballyeat Fellow e assistente presso l'Uninversità dell'Oklahoma; tra il 1934 e il 1937 frequentò presso l'Università del Montana; successivamente collaborò con numerosi istituti universitari, tra i quali l'Università del Texas, l'Università Nazionale del Messico, la Facoltà di Agronomia di Medellin (Colombia), il Tropical Research Institute del New Jersey e la Northeastern University di Boston.
Compì anche numerose missioni nel continente americano per la raccolta di campioni, particolarmente in Messico e America centrale.
Descrisse numerose specie di piante delle famiglie Acanthaceae, Anacardiaceae, Araceae, Begoniaceae, Capparaceae, Cucurbitaceae, Fabaceae, Leguminosae, Loasaceae, Loranthaceae, Sapindaceae, Simaroubaceae, Solanaceae e Viscaceae, oltre a denominare le famiglie Liriodendraceae F.A.Barkley, 1975 e Salazariaceae F.A.Barkley, 1975.

## Opere principali
- 1937: A monographic study of Rhus and its immediate allies in North and Central America, including the West Indies ..., Saint Louis Washington University, 1937, pagg. 265-498, illus. (mappe incluse) tavole 10-26.
- 1938: A list of the orders and families of flowering plants: Modified Hutchinson system
- 1939: Actinocheita, The University Press, 377 pagg.
- 1939: Keys to the phyla of organisms,: Including keys to the orders of the plant kingdom
- 1957: An outline of the classification of bacteria
- 1972:  Begoniaceae: The genera, sections, and known species of each (The Buxtonian)
- 1974: The species of the Begoniaceae, Northeastern University, 144 pagg.
- 1978: A list of the orders and families of Anthophyta with generic examples